# Анастасија Прихотко
Анастасија Константинивна Прихотко (укр. Анастасія Костянтинівна Приходько, рус. Анастаси́я Константи́новна Прихо́дько; Кијев, Украјина, 21. априла 1987) је украјинска певачица фолк, рок и поп музике. Победница је такмичења Star Factory за 2008.
Анастасија Приходко је била представница Русије на Песми Евровизије 2009. у Москви и заузела је 11. место у финалу са песмом „Мамо“.
По оцу је руског порекла, по мајци украјинског, а пра-прадеда с мајчине стране је био Јапанац. Без обзира на њено порекло (по оцу је Рускиња) и то што је представљала Русију на великом музичком такмичењу, она је 2014. године изјавила да никада неће наступати у Русији, јер је "окупирала делове Украјине". Од тада не наступа у Русији. Многи је сматрају украјинском екстремном националисткињом, поготово јер многе украјинске музичке звезде и даље наступају, а неке и живе и раде, у Русији. С друге стране, Прихотко наступа за украјинске војнике и више пута је износила врло негативне коментаре на рачун Русије и, уопште, на рачун руског народа. Штавише, она се и сама таквом представља.
Најекстремније и најувредљивије речи упутила је у јуну 2018. године у интервјуу за украјинску Oboz TV: "Ако си дебео - не значи да си велики. Таква је и Русија. Она је масна, велика, али досадна, а у њој живе козе које иду за њиховим пастиром. Воле да буду понижени (грађани Русије). То није држава, већ биомаса... Сви ми желимо да се Русија распадане и да сноси сву одговорност за оно што је учињено."